# Sette note in nero
Sette note in nero, conocida en Estados Unidos como The Psychic y en España como Siete notas en negro, es una película del género giallo de 1977 dirigida por Lucio Fulci y protagonizada por Jennifer O'Neill. En Estados Unidos también es conocida como Seven Notes in Black, Murder to the Tune of the Seven Black Notes y Death Tolls Seven Times.

## Sinopsis
Un espejo roto, un cuadro, una carta, una habitación, un hueco en la pared... un cadáver. Virgina Ducci (Jennifer O'Neill), una mujer con poderes psíquicos que de niña presenció el suicidio de su madre pese a estar a miles de kilómetros de distancia, no comprende el significado de las extrañas visiones que acaba de tener. Tras llegar a la ruinosa mansión de su esposo Francesco (Gianni Garko) con el fin de restaurarla, descubre que una de las habitaciones es idéntica a la de sus visiones. Guiada por un mal presentimiento, decide derribar parcialmente una de las paredes, hallando un esqueleto en su interior, lo que provoca que Francesco sea detenido bajo acusación de asesinato. Decidida a demostrar la inocencia de su esposo, Virginia, con la ayuda del parapsicólogo Luca Fattori (Marc Porel), indagará en cada una de sus visiones y tratará de encontrarles un sentido, aunque su búsqueda arrojará más incógnitas que respuestas. Finalmente, cuando consiga juntar todas las piezas del rompecabezas, descubrirá una aterradora verdad que ni ella misma podía imaginar.

## Reparto
- Jennifer O'Neill - Virginia Ducci
- Gianni Garko - Francesco Ducci
- Marc Porel - Luca Fattori
- Gabriele Ferzetti - Emilio Rospini
- Ida Galli - Gloria Ducci
- Jenny Tamburi - Bruna
- Fabrizio Jovine - Comisario D'Elia
- Riccardo Parisio Perrotti - Melli
- Loredana Savelli - Giovanna Rospini
- Fausta Avelli - Virginia (niña)
- Elizabeth Turner - Madre de Virginia
- Vito Passeri - Conserje

## Producción
Fulci se refirió al largometraje empleando el término «infierno de producción» debido a que el desarrollo del mismo había durado aproximadamente un año a causa de la inseguridad de Luigi De Laurentiis acerca de qué tipo de película hacer. Ernesto Gastaldi declaró haber trabajado en el bosquejo original del filme con el director Alberto Pugliese, inicialmente titulado Pentagramma in nero o Sinfonia in nero. La trama de esta versión giraba en torno a una mujer que soñaba con un asesinato y creía que este ocurriría en la vida real. El crítico Roberto Curti señaló que el guion custodiado en la biblioteca CSC titulado Incubus (Pentagramma in nero), firmado por Gastaldi, Sergio Corbucci y Mahnamen Velasco y fechado en marzo de 1972, había sido al parecer empleado en una película anterior: La morte accarezza a mezzanotte (1972).
La película fue escrita por Roberto Gianviti y Dardano Sacchetti, quien junto a Fulci colaboraría posteriormente en varios otros filmes, como Zombi 2 (1979), Paura nella città dei morti viventi (1980), ...E tu vivrai nel terrore! L'aldilà (1981), Quella villa accanto al cimitero (1981) y Lo squartatore di New York (1982). Por su parte, Fulci y Gianviti ya habían trabajado juntos en películas como Operazione San Pietro (1967), Una sull'altra (1969), Una lucertola con la pelle di donna (1971), Zanna Bianca (1973) e Il ritorno di Zanna Bianca (1974). Sachetti fue contactado por De Laurentiis y su hijo Auelio para colaborar con Fulci en un guion basado en la novela de misterio Terapia mortale, publicada en 1972, aunque las referencias a la novela terminarían por ser prácticamente inexistentes en el largometraje. Sacchetti declaró que fue llamado para contribuir al guion añadiendo «un toque de Argento a un argumento de misterio tradicional», lo que influyó, entre otros, en la forma de mostrar la muerte de los personajes así como el punto de vista de las víctimas.   
La película fue rodada entre septiembre y noviembre de 1976 bajo el título Dolce come morire, empleando como lugares de filmación los estudios Incir-De Paolis, en Roma (Italia); Arezzo, Siena (Italia); y Dover (Inglaterra). Por su parte, el camarógrafo Franco Bruni declaró: «Hicimos un uso frenético del zoom en este filme», añadiendo que «solíamos usar la toma de seguimiento hacia atrás, para revelar cosas. La cámara se movía todo el tiempo».

## Estilo
Sette note in nero fue el cuarto giallo dirigido por Fulci tras Una sull'altra, Una lucertola con la pelle di donna y Non si sevizia un Paperino (1972), siendo estas películas calificadas como «un llanto lejano de sus posteriores horrores excesivos y asquerosos», demostrando que el director era capaz de «poner el dedo en la libre sexualidad que impregnaba la cultura entonces y las repercusiones que venían con ella». Sette note in nero, junto al resto de la filmografía de Fulci, ha sido descrita como « ...si los personajes estuviesen atrapados en algún sueño horrible, ilógico, del cual no hay escapatoria». Así mismo, el título emplea, al igual que otros giallos, números o referencias a animales, siendo directamente comparado con Sette scialli di seta gialla (1972).
El historiador cinematográfico Roberto Curti declaró que la película «debería ser considerada más propiamente como un "gótico femenino"», con un filme actualizado y con mezcla de lo misterioso y lo paranormal, siendo esto último en la Italia de la década de 1970 una de la obsesiones más perdurables (esto incluyó los libros de Pier Carpi sobre historia de la magia así como a Cagliostro y un libro de supuestas profecías del papa San Juan XXIII). Los temas sobre lo paranormal fueron igualmente explorados en los cómics para adultos y en miniseries de televisión como Il segno del comando (1971) y ESP, basadas en el parapsicólogo holandés Gerard Croiset. De hecho, varios directores y guionistas ahondaron en dicha temática, como Riccardo Freda, Piero Regnoli, Demofilo Fidani y Pupi Avati.

## Banda sonora
Fabio Frizzi, compositor de la banda sonora de la película, trabajó también en los largometrajes Paura nella città dei morti viventi, ...E tu vivrai nel terrore! L'aldilà, Manhattan Baby (1982) y  Un gatto nel cervello (1990). Respecto a Fulci, Frizzi declaró: «Lucio fue un director importante en mi carrera y también un amigo, una persona por la que tenía fuertes sentimientos».
La música fue creada mediante el uso de un carrillón acompañado de instrumentos de cuerda, sintetizadores y notas de piano, siendo la banda sonora descrita como «simple, elegante y gravemente hermosa», recalcándose igualmente el hecho de «mantenerse alejada de la atonalidad desenfrenada y las cuerdas chillonas», típicas del giallo. Algunas de las melodías del filme serían empleadas en la película dirigida por Quentin Tarantino Kill Bill Volume 1 (2003). De hecho, Tarantino anunciaría a principios de la década de 2000 la dirección de un remake protagonizado por Bridget Fonda, el cual nunca llegaría a materializarse. Por su parte, un popurrí de la banda sonora fue incluido como parte del tour de Frizzi en 2013 Fulci 2 Frizzi, seguido de la publicación en 2014 del álbum en vivo Fulci 2 Frizzi: Live at Union Chapel.

## Estreno
Sette note in nero fue estrenada en Italia el 10 de agosto de 1977, distribuida por Cineriz. Curti describió la recepción de la película en Italia como «mediocre (y por lo tanto decepcionante)», afirmando que en el periodo en que se estrenó el filme, el giallo estaba menguando, además de que la película era «completamente carente de sangre y gore y en el fondo pesimista», lo que la alejaba del interés de los espectadores. Por su parte, el largometraje obtuvo un total de ₤594 648 345 en formato doméstico, siendo estrenado en Estados Unidos bajo el título The Psychic y distribuido por Group 1 International Distribution Organization, aunque sería reestrenado bajo diversos títulos alternativos como Murder to the Tune of the Seven Black Notes, Seven Notes in Black y Death Tolls Seven Times (fue lanzado en DVD bajo el título The Psychic el 18 de diciembre de 2007).

## Recepción
Stuart Galbraith, de DVD Talk, dio al filme tres estrellas y media de cinco, describiéndolo como «un pequeño thriller efectivo, inteligentemente dirigido y fascinante». Galbraith declaró que la película «ofrece pocas sorpresas» pero se desarrolla con «suspense palpable», añadiendo que las escenas finales son «genuinamente angustiosas». Por su parte, Sandra Brennan puntuó al largometraje en Allrovi con una estrella de cinco, mientras que Gary Arnold describió al filme en The Washington Post como «un irregular experimento de terror». Arnold fue particularmente crítico con la naturaleza de la banda sonora y con los «excesos de entusiasmo» de Fulci en la dirección, aunque encontró la cinta más agradable que la «laboriosa burla» de la película Halloween (1978).
Chris Eggertsen, de Bloody Disgusting, incluyó al filme en el número 7 del Top diez de las joyas de terror más subestimadas, citándolo como «excelente cinematografía [y] hábil uso del color», aunque criticó el «pobre uso del doblaje». Sette note in nero ha sido comparada con la película Eyes of Laura Mars (1978), describiéndola el crítico italiano Riccardo Strada como «efectivamente siniestra y perturbadora», además de encontrarla repleta de «sana inquietud».